# Coandă 1910
Coandă 1910 (znany także jako Coandă 1) – pierwszy na świecie samolot z silnikiem odrzutowym, zbudowany przez rumuńskiego konstruktora Henriego Coandę w 1910 roku. Samolot ten używał opracowanego przez Coandę prymitywnego silnika odrzutowego.
Samolot Coandy był jak na swoje czasy bardzo zaawansowany technicznie, a wiele rozwiązań zastosowanych w jego konstrukcji zostało użytych po raz pierwszy. Skrzydła samolotu skonstruowane były ze stalowych rurek, podczas gdy dotychczasowe konstrukcje używały wyłącznie drewna. Skrzydła zostały wyposażone w oryginalne klapy i miały zaokrąglone końcówki zmniejszające ryzyko przeciągnięcia. Górne skrzydło było znacznie szersze i dłuższe od dolnego i było wysunięte przed dolne skrzydło, co zmniejszało opór powietrza i poprawiało własności pilotażowe samolotu. Ten układ skrzydeł, nazwany w późniejszym czasie "sesquiplane" (półtorapłat), został ponownie "wynaleziony" kilka lat później i znalazł użycie w wielu konstrukcjach okresu I wojny światowej, w szczególności w myśliwcach Nieuport (poczynając od modelu 11, zwanego Bébé) i Albatros D.III i D.V, spotykany też był w konstrukcjach okresu międzywojennego, praktycznie do zarzucenia stosowania układu dwupłata (chociaż powracał i później, szczególnie jaskrawo widoczny w jedynym seryjnym dwupłacie odrzutowym – PZL M-15).
Silnik samolotu, nazwany przez Coandę "Reaction Motor", składał się z silnika tłokowego o mocy 50 KM, który napędzał nie śmigło, ale sprężarkę. Za sprężarką znajdowały się komory spalania, do których wtryskiwane było paliwo, które było spalane po zmieszaniu ze sprężonym powietrzem. Rozprężające się gazy wylotowe wytwarzały ciąg rzędu 2,2 kN (dla porównania, zbudowany prawie 30 lat później Heinkel He 178 miał silnik o ciągu ok. 4,4 kN).
Samolot odbył swój pierwszy i jedyny lot 16 grudnia 1910 r. na lotnisku w Issy-les-Moulineaux. Coandă nie planował w tym dniu odbyć lotu, chciał tylko wypróbować działanie silnika, ale po kilku minutach kołowania Coandă za szeroko otworzył wlot powietrza do silnika i samolot niespodziewanie wzbił się w powietrze. Po kilku sekundach płomienie wydobywające się z silnika zapaliły poszycie kadłuba (samoloty były wówczas kryte płótnem impregnowanym lakierem nitro, czyli de facto prochem bezdymnym – za rozpuszczalnik służył zwykle aceton – zatem mocno łatwopalnym) i samolot runął na ziemię. Pilot nie był przypięty pasami i w momencie uderzenia w ziemię został wyrzucony z kabiny.
W czasie krótkiego lotu Coandă zaobserwował efekt, którego badaniom poświęcił znaczną część swojego życia – płonące gazy wydobywające się z silnika, zamiast poruszać się w linii prostej, "przyczepiły się" do powierzchni kadłuba, co było zresztą przyczyną jego zapalenia się. Zjawisko przylegania strumienia gazu do wykrzywionej powierzchni zostało w późniejszym czasie nazwane efektem Coandy, współcześnie wykorzystywane jest w takich samolotach, jak An-72, czy konstrukcjach doświadczalnych, jak Boeing YC-14, McDonnell Douglas YC-15.